# Amata linearis
Amata linearis là một loài bướm đêm thuộc phân họ Arctiinae, họ Erebidae.